# Tag der Muttersprache (Estland)
Der Tag der Muttersprache (estnisch emakeelepäev) wird in Estland auf Initiative des Schullehrers Meinhard Laks seit 1996 am 14. März, dem Geburtstag des Dichters Kristian Jaak Peterson, begangen. Seit 1999 ist der Tag in Estland ein staatlicher Feiertag.